# 竹内香苗
竹内 香苗（たけうち かなえ、1978年9月14日 - ）は、日本のフリーアナウンサー。SBIホールディングス株式会社独立社外取締役。元TBSアナウンサー。
愛知県西加茂郡三好町（現みよし市）出身。ホリプロ所属。

## 来歴
父親の仕事の関係で一時期（小学校5年生から中学校3年生の夏休みまで）、アメリカ・オハイオ州のポートクリントンに住んでいた。
三好町立三好中学校（現みよし市立三好中学校）、愛知県立千種高等学校国際教養科 、東京外国語大学外国語学部欧米第一課程英語専攻卒業後、2001年4月、TBSにアナウンサー36期生として入社、同期入社は有馬隼人（2004年6月退社）、藤森祥平。他局では、大江麻理子（テレビ東京）、西尾由佳理、阿部哲子（共に元日本テレビ）、高島彩（元フジテレビ）、河野明子（元テレビ朝日）等がいる。出演したい番組として「報道番組」と話していた。またTBSで1期上の久保田智子は大学の先輩でもある。
2003年10月よりTBSラジオ『伊集院光 日曜日の秘密基地』のアシスタントに就任。途中出演できなかった時期があったものの、結局番組が終了する2008年3月までの10年間（前番組『日曜大将軍』も含む）の中で最も長くアシスタントを務めた（詳細は後述）。
2004年12月、NHKの島津有理子、日本テレビの馬場典子、フジテレビの中村仁美、テレビ朝日の丸川珠代、テレビ東京の森本智子と共に地上デジタルテレビ放送推進大使（地デジ大使）のTBS代表として『ザ!情報ツウ800』（日本テレビ系）や『ワイド!スクランブル』（テレビ朝日系）などの番組に出演。以後、2011年7月24日のアナログテレビ放送の終了（一部地域を除く）まで他局の番組への出演する機会があった。
2010年6月27日から2011年8月末まで、TBSを退社した小島慶子の後任として、『時事放談』のアシスタントを務めた。
2012年3月30日、一般人男性と婚姻届を提出することが報じられ、その日に結婚したことを自身のツイッターで報告した。同年10月、夫のブラジル・サンパウロ赴任に同行するため退社。11月1日に伊集院光の所属事務所でもあるホリプロと所属契約を締結し、同社スポーツ文化部アナウンス室に所属してフリーアナウンサーとして再出発する。2014年2月2日より12月25日までニッケイ新聞ウェブ版でコラム「竹内香苗のブラジルだより」を連載。2014年2月11日にサンパウロで長男を出産。その後、同年12月10日に自身のブログとTwitterで、夫の仕事の都合で年末にアルゼンチンのブエノスアイレスに引っ越すことが決まったとコメントした。2016年2月25日、第2子妊娠を報告。3月2日午後3時38分（アルゼンチン時間）、ブエノスアイレスで第2子次男を出産。2017年3月30日に帰国。2018年5月29日、第3子妊娠を報告。11月15日、第3子女児を出産。3人目にして初めての日本での出産となる。
2020年6月26日付でSBIホールディングスの独立社外取締役に就任した。

## 人物
- 実用英語技能検定（英検）1級・国際連合公用語英語検定試験（国連英検）特A級・スペイン語検定6級・普通自動車運転免許といった資格・免許を取得している。
- 中日ドラゴンズのファンである。
- ももいろクローバーZに関しては、無名だったころからのファンである[16]。
- 自身の憧れのアナウンサーとして、TBSアナウンサーの先輩でもある三雲孝江の名前を挙げている。
- 4歳の頃からヤマハ音楽教室でピアノを習っていたため、絶対音感がある。
- 食べることと、酒を飲むことが大好きである。
- 家族全員がカラオケ好きということもあり、自身もカラオケが大好きである。レパートリーはちあきなおみの「喝采」や日野美歌の「氷雨」といった昔の曲（いわゆる昭和歌謡曲）、ももいろクローバーZやNMB48といったアイドルの曲・流行の邦楽・洋楽など幅広い。
- 『爆笑問題の日曜サンデー』（2012年8月26日）で、9月末でのTBSを退職を発表。自身の退職に関しては番組終了後に更新した自らのツィッターにて事情を説明している[17]。10月5日に、アシスタントとして出演した収録番組の放送が全て終わったため、この日付での退社となった。

## 主なエピソード
- 特番『世界弾丸トラベル大賞!今週末は0泊3日で海外へ!あなたも行ける絶景・楽園・文化遺産SP』（2007年10月5日放送）の一環で、金曜日の『みのもんたの朝ズバッ!』終了後から0泊3日でエジプトに旅行に行った（翌週月曜の『朝ズバッ!』には出演した）。
- 2010年7月13日の『ニュース探究ラジオ Dig』の本番のために荷物を持ってスタジオに向かう途中、脚立に脚を引っ掛けて足の甲を10針縫う怪我を負った。竹内は病院へ向かったため、この日の『Dig』には出演せず、外山惠理が急遽代打を務めた。
- 2010年10月から1年間、竹内は局アナとしては極めてハードなスケジュールをこなしていた。
生放送番組は『はなまるマーケット』（月-金曜、8:30-10:00）、『ニュース探究ラジオ Dig』（月・火曜、当時は22:00-0:50）、『爆笑問題の日曜サンデー』（月の後半の日曜日、13:00-17:00）と時間帯がバラバラな3本があり、収録番組は『時事放談』、単発番組時代から出演している『世界のコワ〜イ女たち』など多数抱えていた。
この状況に加え地デジ大使としての仕事もあった。その後2011年秋のテレビ・ラジオの改編では、担当番組の整理が実施された。

### 『伊集院光 日曜日の秘密基地』にて
- 前任者となるクワバタオハラ・小原正子が準レギュラーに降格となり、週替わりのアシスタント体制を経て、2003年10月より小原の正式な後任として『日曜日の秘密基地』のアシスタントとなる。2005年3月以降『みのもんたの朝ズバッ!』へのレギュラー出演が決まり（2009年12月まで担当）、『日曜日の秘密基地』と合わせて週に6日間もの生放送出演というTBSの労使協定に反する過重勤務となったため、2005年12月25日にアシスタントをいったん降板した。2006年4月から月1回で復帰。さらに川田亜子のTBS退社にともない、2007年4月から番組終了まで月2回出演していた。出演していた『日曜サンデー』でも同様の体制をとっていた。
- 同番組にゲスト出演したニッポン放送アナウンサー・上柳昌彦は、自身の日記で、竹内のことを「伊集院光の良い相方」と評していた[18]。
- 2012年4月より放送の平日昼ワイド番組『たまむすび』金曜15時台のコーナー「伊集院光の週末TSUTAYAに行ってこれ借りよう!」に出演。4年ぶりに伊集院と本格的なコンビを組んだが、竹内の退社に伴って半年で解消となった。その後、2018年1月より『伊集院光とらじおと』の火曜アシスタントに就任し、TBSを退社して以来5年3ヶ月ぶりのコンビ復活となった。

### 『伊集院光とらじおと』にて
- 番組リスナーから書籍「圓生の録音室」を紹介されて読んだ伊集院が本の話をしていた時に、「その本を書いたのは京須偕充さんですか？」と竹内がフルネームで著者の名前を口にして伊集院が驚いた。竹内は局アナ時代に京須と落語研究会で共演しており、その縁で京須はその後番組にゲストとして出演した[19][20]。

## 出演番組

### TBSアナウンサー時代

#### テレビ
レギュラー番組
- 王様のブランチ（2002年4月 - 2005年3月）
- 草野満代の朝なま報道局（2002年4月 - 2004年3月）
- ニッポンの真実（BS-i 2002年10月 - 2003年9月）
- ニュースの森（2004年4月 - 2005年3月、月曜・木曜・金曜を担当）
- サンデージャポン（3代目アシスタント、2004年10月3日 - 2005年6月26日）
- お笑いLIVE10!（2005年10月 - 2006年2月）
- クイズ!日本語王（2005年10月 - 2006年9月および不定期特番）
- ニッポン!チャ×3!（2006年4月 - 2007年2月）
- 榊原英資の食卓の向こうに（BS-i、2006年10月 - 2007年6月）
- 21世紀エジソン（2007年10月 - 2008年9月）
- みのもんたの朝ズバッ!（サブ司会、2005年4月 - 2009年12月）
- 健康トリプルアンサー（BS-TBS、2007年7月 - 2010年3月）※2010年3月終了
- 新知識階級 クマグス（2008年10月 - 2010年9月）
- 世界笑える!ジャーナル（2010年4月 - 8月）
- みんなのえいが（2010年1月 - 9月、月1-2回）
- 時事放談（2010年6月27日 - 2011年8月28日）
- ミッションV6（ナレーション、2010年10月12日 - 2011年9月20日）
- ブラマヨ衝撃ファイル 世界のコワ〜イ女たち（2011年4月12日 - 2012年3月13日）※特番として6回放送した後2011年4月から1年間レギュラー放送
- 落語研究会（2006年4月22日 - 2012年9月15日[注釈 3]）
- はなまるマーケット（サブ司会、2010年9月27日 - 2012年9月28日）、2002年4月から2004年3月も曜日レギュラーとして出演。
- 報道特集（ニュース担当キャスター、2011年9月3日 - 2012年9月29日）

テレビドラマ&アニメ
- GOOD LUCK!!（2003年3月、最終話のみ）
- 探偵学園Q（テレビアニメ版/2003年4月、第1話、ウエイトレス役）
- フォーチュン・バナナ（2004年3月/トレソーラによるインターネットドラマ）
- 和田アキ子殺人事件（2007年2月12日）
- LADY〜最後の犯罪プロファイル〜（2011年1月7日、第1話）
- パパドル!（2012年5月17日、第4話）

単発番組など
- SASUKE（2003年10月1日、第12回大会）
- 世界弾丸トラベル大賞!今週末は0泊3日で海外へ!あなたも行ける絶景・楽園・文化遺産SP（2007年10月5日）
- 時短生活ガイドSHOW（2009年12月13日「ドニーチョ!」枠、2009年3月27日、2009年6月16日「バラエティーニュース キミハ・ブレイク」枠）単発時代は顔出しで司会、レギュラー化後に提供読みやナレーターにコンバート
- 爆笑問題のドッキリ パニックフェイス王4 秋の緊急大捜査24時!調子にのってる芸能人お仕置きしちゃうぞ!大パトロールSP（2009年10月1日）
- BS-TBS開局10周年記念番組『プレミアム6 西村京太郎ミステリー紀行〜十津川警部が見た風景〜』（2010年2月28日、BS-TBS）
- スパモク!!「超!高!凄!旨!これ見れば1000%完全攻略東京スカイツリーSP」（2012年5月24日、進行）
ほか多数

地上デジタル放送推進大使としての出演
- ザ!情報ツウ800（日本テレビ系列、2004年12月）
- ワイド!スクランブル（テレビ朝日系列、2004年12月）
- 関口宏の東京フレンドパークII（2008年7月7日）
- ペット大集合!ポチたま生放送2時間スペシャル（テレビ東京系列、2009年2月27日）
- 王様のブランチ（2009年8月29日）「エンタメデミダス」コーナーで地デジ大使として再出演
- めちゃ×2イケてるッ!（フジテレビ系列、2009年11月28日）
ほか多数

#### ラジオ
- ミュージックキャラバン（アシスタント）
- 浅草キッドのスポーツBOMBER!（2002年10月 - 2003年3月）
- e-NITE（大槻りこに代わり2代目のメインパーソナリティ、2003年4月 - 9月）
- 伊集院光 日曜日の秘密基地（2003年10月 - 2008年3月）
  - 2003年10月 - 2005年12月は毎週、2006年4月 - 2007年3月は月1回（第2日曜）、2007年4月 - 2008年3月は月2回（第1・2日曜）
- 東芝一社提供の家電特番（2009年ごろから不定期、タイトルは毎回変わる）
- ニュース探究ラジオ Dig（2010年4月5日 - 2011年9月27日、月・火曜担当）
- 爆笑問題の日曜サンデー（2010年4月 - 2012年9月、毎月第3・第4日曜アシスタント
  - 2010年4月 - 9月は第4日曜日、同年10月は第4・5日曜日を担当していた（その他にもイレギュラーで出演。爆笑問題の日曜サンデー#アシスタントを参照））[21]）
  - 2012年9月30日には「ここは赤坂応接間」のゲストとして出演した。
- たまむすび「伊集院光の週末TSUTAYAに行ってこれ借りよう!」（2012年4月 - 10月 アシスタント[注釈 4]）
  - フリー転身後、2015年5月8日・22日放送分にて2度目のゲスト出演（一時帰国時に収録）

### フリー転身後

#### テレビ
- 世界HOTジャーナル（フジテレビ） - 「HOTジャーナリスト」として出演
- この国の行く末 第4回 小泉進次郎×安藤忠雄（2017年11月5日、BSフジ）
- この国の行く末2〜テクノロジーの進化とオープンイノベーション〜（2018年4月7日 - 2020年3月28日、BSフジ）

#### ラジオ
- ラジオ深夜便（2014年4月 - 2017年3月、NHKラジオ第1 ワールドネットワーク（月1回担当））
- 伊集院光とらじおと（2017年7月13日・8月3日 木曜パートナー（柴田理恵の代役として）→2018年1月2日 - 2018年9月25日[22]・2019年1月8日 - 、火曜パートナー[23]、TBSラジオ）
- 有馬隼人とらじおと山瀬まみと（2017年9月29日・10月6日・10月13日、TBSラジオ） - パートナー（山瀬まみの代役として）
- ドライバーズ・リクエスト（2020年5月18日 - 、TBSラジオ） - パーソナリティ（宮崎瑠依の代役として）
- 伊集院光のタネ（2023年10月 - 、ニッポン放送） - パートナー ※不定期
- 松本隆 風街ラヂオ（2024年4月7日 - 、TBSラジオ） - 松本隆とともにパーソナリティ